# Мрак филм 3
Мрак филм 3 (енгл. Scary Movie 3) је америчка филмска пародија из 2003. године, која пародира жанрове хорора, научне фантастике и мистерије. Наставак је филма Мрак филм 2 и трећи је филм у истоименом серијалу, а први који је режирао Дејвид Закер.
Ана Фарис и Реџина Хол репризирају своје улоге из претходних филмова, док се у новим улогама појављују Чарли Шин, Сајмон Рекс, Ентони Андерсон, Кевин Харт и Лесли Нилсен. Ово је први филм из серијала који не укључује ликове из породице Вејанс. Ликови Шорти Микс и Реј Вилкинс, које су раније играли Марлон Вејанс и Шон Вејанс се не појављују у овом филму, нити су споменути.
Сценарио углавном пародира филмове Круг, Знаци, Матрикс 2 и 8 миља. Филм је добио помешане критике, али је зарадио 220,7 милиона долара широм света, и био номинован за најбољи филм на Тин чоис авордсу.

## Радња
Кејти и Бека причају о уклетом видео-снимку. После неколико чудних појава, њих две умиру. У међувремену на фарми у близини Вашингтона, фармер Том Логан и његов брат Џорџ откривају знаке у кукурузу, на којима пише „Нападните њих”.
Синди Кембел, сада репортерка вести, обавештава о знаковима у кукурузу на вестима. Она затим узима свог паранормално обдареног нећака Кодија из школе, где њена најбоља другарица Бренда Микс ради као наставница. Џорџ такође узима своју нећаку Су, која је у том истом разреду. Синди и Џорџ се тада заљубљују једно у друго, па Џорџ позива њу и Бренду на реп борбу са његовим најбољим пријатељима Махаликом и Си Џејом. Џорџ на борби показује свој таленат, али је избачен због ненамерног нацистичког поздрава.
Након што је одгледала уклети видео-снимак, Бренда позива Синди да јој прави друштво. Након што се неколико пута нашалила са Синди, одлази у дневну собу где се телевизор сам од себе укључује. Бренда покушава да га угаси, али не успева. Том приликом девојка са уклетог видео-снимка, Табита, излази из телевизора и бори се са Брендом. Табита убија Бренду, док их је Синди не знајући за то, све време игнорисала. Џорџ тада сазнаје за Брендину смрт, док се његов брат Том сусреће са Сајаманом, који се извињава што је у саобраћајној несрећи убио Томову жену Ени.
Током Брендине сахране, Џорџ и Махалик неуспешно покушавају да је оживе, те Брендино тело експлодира, а њих двојицу избацију из куће. Синди након тога одгледа уклети видео-снимак. Након тога јој зазвони телефон, и глас каже да ће умрети за 7 дана. Она позива Џорџа, Махалика и Си Џеја у помоћ. Си Џеј говори како његова тетка Шаника може да им помогне, и Синди одлази код ње. Шаника (Пророчица) и њен муж Морфијус тада погледају уклети снимак. На том снимку откривају скривену слику светионика и Шаника се потуче се са Табитином мајком. Шаника говори Синди да нађе тај светионик да разбије проклетство. Када се Синди вратила кући, затекла је Кодија како гледа уклети снимак.
На послу, Синди претражује фотографије светионика и налази слику оног са снимка. Да би сачувала Кодија, она обавештава о снимку на вестима. Њен шеф покушава да је спречи у томе и шаље погрешну поруку. Том Логан схвата озбиљност ситуације када се суочи са ванземаљцем прерушеним у Мајкла Џексона. Амерички председник, Бакстер Харис, тада одлучује да посети фарму да би истражио знакове у кукурузу. Синди посећује светионик са снимка, где она открива Архитекту. Он објашњава Синди, да је Табита његова зла усвојена ћерка, коју је њена мајка удавила у бунару на њиховој фарми, пре него што је Табита пренела своје зло на касету Пути Танга. Када га Синди упита за ванземаљце, Архитекта говори да их је Табита вероватно позвала да униште људску расу.
Кад се вратила кући сазнаје да је Коди нестао. Синди га налази на фарми где је он отишао да би се спасио. Том говори свима да се сакрију у подрум, док он, Џорџ и Махалик оду напоље да се суоче са ванземаљцима. У том тренутку на фарму долазе Си Џеј и председник Харис, који откривају да се ванземаљци пријатељски настројени и да су дошли да се суоче са Табитом, јер су и они одгледали уклети снимак.
У подруму куће Синди открива бунар са снимка, где се Табита удавила. Табита се убрзо појављује, бори се са Синди и том приликом заробљава Кодија. Синди и Џорџ јој нуде место у породици. Табита накратко пристаје, али поново постаје зла и каже да се шалила. У том тренутку председник Харис отвара врата која ударају Табиту и она пада у бунар. Ванземаљци после одлазе у миру, и Синди и Џорџ се венчавају. Одлазе на медени месец и схватају да су заборавили Кодија. Након што Синди замало удара Кодија аутом, други ауто га удара.

## Улоге
| Глумац          | Улога            |
| --------------- | ---------------- |
| Ана Фарис       | Синди Кембел     |
| Реџина Хол      | Бренда Микс      |
| Сајмон Рекс     | Џорџ Логан       |
| Чарли Шин       | Том Логан        |
| Лесли Нилсен    | председник Харис |
| Ентони Андерсон | Махалик          |
| Кевин Харт      | Си-Џеј           |
| Дениз Ричардс   | Ени Логан        |
| Дру Микушка     | Коди             |
| Џорџ Карлин     | Архитекта        |
| Том Кени        | Ванземаљац       |
| Памела Андерсон | Бека             |
| Џени Макарти    | Кејти            |

## Пародије
У филму су пародирани филмови:
- Круг
- Знаци
- Матрикс
- Матрикс 2
- Духови у нама
- 8 миља
- Пути Танг
- Председнички авион

## Пријем
Филм је, од стране критичара, добио помешане критике. Сајт Rotten Tomatoes му је дао рејтинг 36%. Филм је током прве недеље приказивања зарадио преко 48 милиона долара, чиме је премашио свој буџет.